# 小行星4126
小行星4126（英語：4126 Mashu）是一颗围绕太阳公转的小行星。1988年1月19日，圓館金、渡邊和郎在北见发现了此天体。
这颗小行星的绝对星等为354.20131等。